# Collema nipponicum
Collema nipponicum är en lavart som beskrevs av Degel. Collema nipponicum ingår i släktet Collema och familjen Collemataceae.   Inga underarter finns listade i Catalogue of Life.